# Законодательный дворец
Законодательный дворец (исп. Palacio Legislativo) — здание на улице Либертадор в Монтевидео, в котором проходят сессии генеральной ассамблеи Уругвая. Одна из основных достопримечательностей Монтевидео и всего Уругвая, уникальное архитектурное сооружение из гранита и мрамора с двумя гранитными куполами на крыше. Купола и вся верхняя часть здания освещаются таким образом, что Законодательный дворец виден в темное время суток из разных точек города.

## История
Строительство здания началось в 1904 году при поддержке президента Хосе Батлье-и-Ордоньеса.
Здание построено по проекту, победившему на международном конкурсе и разработанному итальянским архитектором Витторио Меано, автором здания национального конгресса Аргентины (в обоих заметно влияние здания австрийского парламента). Меано погиб в Буэнос-Айресе за полгода до своей победы на конкурсе, поэтому проект пришлось дорабатывать. На финальной стадии постройки он был модифицирован итальянским архитектором Гаэтано Моретти, чей вклад в первую очередь заметен во внутренней отделке. Среди других заметный вклад внёс скульптор Хосе Беллони, который создал для здания многочисленные барельефы и аллегорические скульптуры. При отделке здания использовался мрамор 27 различных цветов, добытый в каменоломнях Уругвая.
Торжественное открытие здания состоялось 25 августа 1925 года в день празднования 100-летия декларации Независимости. Открытие проходило под председательством президента Хосе Серрато; до этого Уругвайский парламент собирался в Монтевидео Кабильдо.
В 1975 году правительством президента Хуана Мария Бордаберри здание было объявлено Национальным историческим памятником.